# Memphis moruus
Memphis moruus is een vlinder uit de familie van de Nymphalidae. De wetenschappelijke naam van de soort werd in 1775 als Papilio moruus gepubliceerd door Johann Christian Fabricius.